# Il pergolato
Il pergolato, o Un dopo pranzo, è un dipinto a olio su tela di Silvestro Lega, realizzato nel 1868 e conservato alla pinacoteca di Brera, a Milano.

## Descrizione
Noto sin dal 1923 come Il pergolato, in riferimento al luogo dove si svolge la scena, il dipinto in origine si chiamava Un dopo pranzo, titolo che certamente descriveva in modo più esplicativo l'episodio illustrato.
In accordo con la sua poetica, Lega sceglie di raffigurare un soggetto quotidiano, con un realismo quasi fotografico. Lega rappresenta un gruppo di donne che chiacchierano e si intrattengono in maniera tranquilla e rilassata all'ombra di un fitto pergolato, in attesa dell'arrivo della domestica, ritratta sulla destra mentre regge un vassoio con sopra un bricco di buon caffè. Dietro di lei si profila un basso muretto, sul quale sono collocati vasi di cotto contenenti fiori dai mille colori. Le varie fioriture sono riarse dal sole estivo, che proietta ombre lunghissime sulla pavimentazione del viottolo, dove tra le fughe delle varie mattonelle riescono a vegetare alcuni ciuffi di erba selvatica.
Il punto di fuga decentrato, collocato praticamente sul margine sinistro della tela, invoglia l'osservatore a esplorare con lo sguardo la campagna retrostante, popolata da varie case coloniche e da una cortina di pioppi sulla linea dell'orizzonte.
Dal punto di vista tecnico Il pergolato presenta contorni morbidi e colori particolarmente nitidi e brillanti. È proprio adottando una tavolozza di tonalità chiare che Lega riesce a inondare la scena di una luminosità calda e diffusa, esaltata ancor di più dall'ombra del pergolato. Tutte le figure del dipinto, inoltre, sono ritratte in controluce, in modo tale che l'osservatore è in grado di compenetrare nella loro situazione psicologica ed emotiva, godendo a sua volta della freschezza offerta dall'ombroso pergolato. La scena è quindi animata da palpitanti effetti luministici e da un'accattivante resa cromatica: la sensazione che ne deriva è quella, placida e sonnolenta, di un pomeriggio estivo.